# Lagocephalus lunaris
Espèce
Statut de conservation UICN

 LC  : Préoccupation mineure

Lagocephalus lunaris est une espèce de poissons tetraodontiformes du genre Lagocephalus dont la chair contient de la tétrodotoxine, une substance ayant occasionné plusieurs cas d'empoisonnement.